# Kanadai Nemzeti Könyvtár
A Kanadai Nemzeti Könyvtár szövetségi intézmény, melynek célja a kanadai dokumentumörökség beszerzése, a meglévőkének pedig a megőrzése és elérhetővé tétele.

## Története
Az 1872-ben megalapított Dominion Archives 1912-ben autonómmá vált és a Public Archives of Canada (Kanadai Közlevéltár) nevet vette fel, majd 1987-ben ismét átnevezték, ekkor a National Archives of Canada (Kanadai Nemzeti Archívum) nevet kapta. Az 1953-ban alapított National Library of Canada-val (Kanadai Nemzeti Könyvtár) 2004-ben egyesült és a Library and Archives Canada nevet vette fel.
A szervezet által vállalt feladatok
- a kanadai dokumentumörökség megőrzése a jelen és jövő kor generációi számára
- mindenki számára elérhető tudásforrás, mely hozzájárul Kanada kulturális, gazdasági és szociális fejlődéséhez
- a dokumentumok megszerzésében, megőrzésében és szintézisében könnyíti meg a résztvevő felek együttműködését
- a kanadai kormány örök emlékeként szolgál

## Gyűjtemény
- 20 millió könyv, folyóirat, újság, mikrofilm, irodalmi szöveg és kormány által kiadott dokumentumok
- 167 000 folyóméter kormányi és egyéni szövegfelvétel
- 3 millió terv, térkép és tervrajz
- 24 millió kép
- 350 000 óra film
- 425 000 műalkotás, mely magába foglal különböző festményeket, rajzokat, vízfestményeket, plakátokat, nyomtatványokat, érméket és karikatúrákat
- 547 000 zenével kapcsolatos tétel
- 1 milliárd megabyte-nál is több digitalizált tartalom

A digitalizált tartalmak közé főleg könyvgyűjtemények, népszámlálás adatok és egyetemi szakdolgozatok tartoznak. De még így is nagy része a tartalomnak csak fizikai formában elérhető.
A gyűjteménybe tartozik
- a Constitution Act, 1982, melyet II. Erzsébet brit királynő írt alá, bár több esőcseppnyomot tartalmaz, teljes mértékben olvasható
- a Constitution Act, 1867, melyen Kanada első miniszterelnöke, John A. Macdonald is szerkesztési változtatásokat eszközölt
- a gyűjtemény legrégebbi könyve a De antiquitate Judaica: De bello Judaico, melyet Iosephus Flavius történész írt az első évszázadban és 1470-ben nyomtatták ki
- a Glenn Gould világhírű zongoraművész által előadásokon és felvételeken használt szék

## Felszereltség

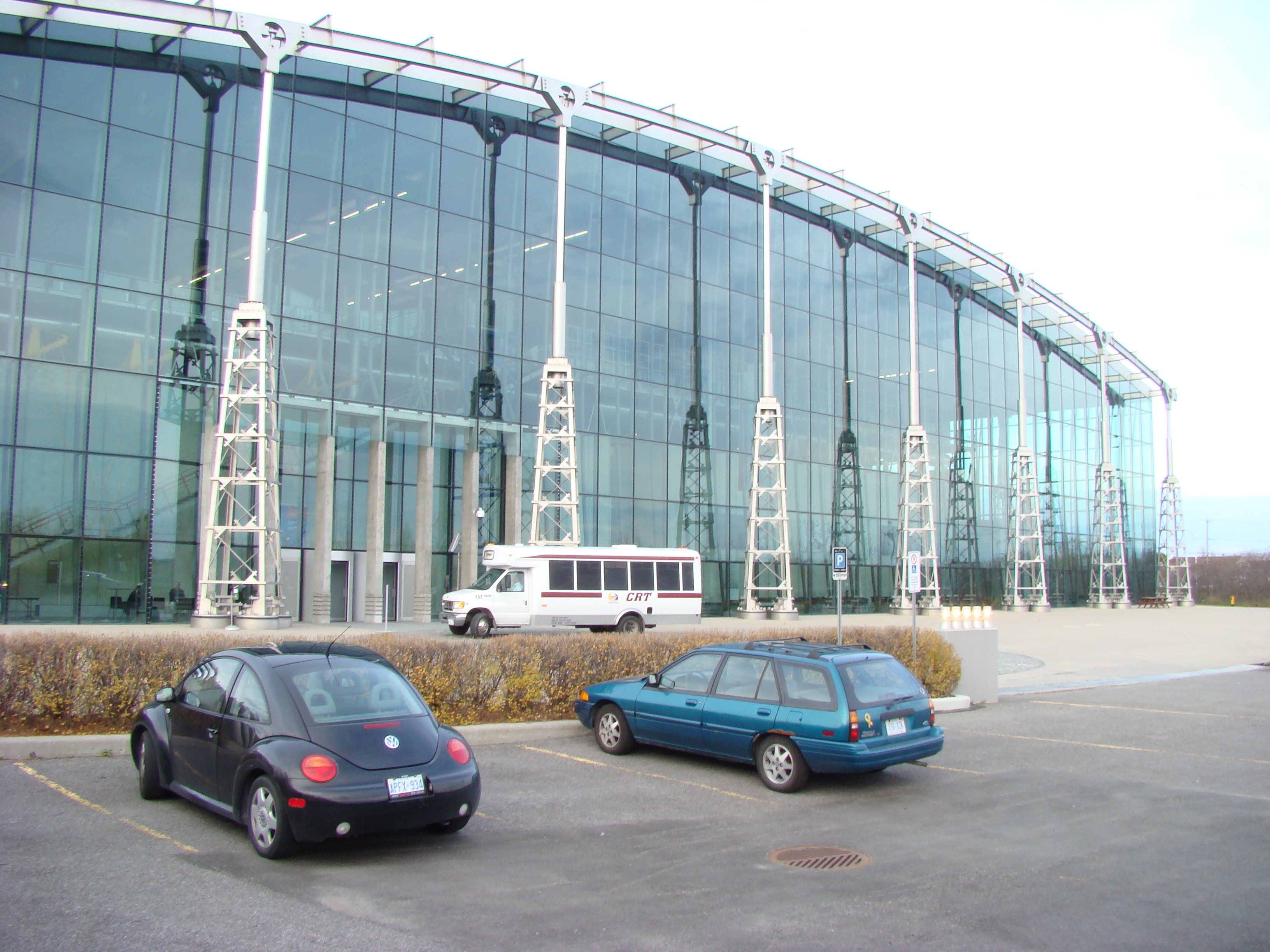
Preservation Centre

A könyvtárnak és levéltárnak otthont adó épületet 1967. június 20-án nyitották meg. Itt elérhetőek a nem digitalizált könyvek az olvasók számára. Azonban az épület által betöltött funkció fontossága csökkenő tendenciát mutat, mivel adminisztrációs iroda Gatineau-ben is található, országszerte pedig több megőrző és tároló központ van a szövetségi dokumentumok számára.
A Preservation Centre (Megőrzési Központ) 1997-ben nyílt meg Gatineau-ben van, úgy tervezték, hogy hosszú ideig itt lehessen tárolni több értékes kanadai gyűjteményt. Az épületben 48 klimatizált helyiségben őrzik a dokumentumokat, illetve több laboratórium is található itt, ahol előkészítik és ellenőrzik a tételeket.
A Nitrate Film Preservation Facility Shirleys Bay-ben található, itt őrzik a cellulóz-nitrát filmeket, összesen 5575 tételt, melyek még 1912 körül jöttek létre, köztük az első kanadai mozgóképeket és negatívokat. Mivel az anyag, amikre a filmeket felvették, nagyon érzékeny, pontos hőmérsékletprogramot igényel a hibátlan fennmaradás érdekében.

## Modernizálás és költségvetés csökkentés
A 2006-ban kiadott LAC Directions for Change öt kulcsfontosságú irányt ad meg, amelyek által az intézmény céljait meg lehet határozni
- egy újszerű tudástár
- valódi nemzeti intézmény
- másokkal való együttműködés Kanada örökségeiért
- elsődleges tudásforrás
- alapvető fontosságú intézmény a közigazgatás számára

A modernizálási elvek alapján a könyvtárnak át kell változnia egy olyan intézménnyé, amely nem csak fizikai értelemben vett dokumentumokat tud az érdeklődők számára biztosítani, hanem a dokumentumok digitalizált formáját, amely által hosszú ideig megőrizhető az itt tárolt információ.
2012-ben a kanadai kormány 9,6 millió $ támogatást vont meg a könyvtártól, melynek következtében nagyjából négyszáz munkást figyelmeztettek arra, hogy a döntés hatással lehet az ők munkájukra is, kilátásba helyezték azt is, hogy a munkájuk megszűnhet. Az intézmény vezetői végül kihirdették, hogy a döntést követő három évben az 1100 munkásnak nagyjából a 20%-át el fogják bocsátani. Az állami döntést követően egy 23 oldalas új tervet adtak ki, ami a munkások elbocsátásáról szóló döntést mellett a főbb követendő irányelveket is tartalmazta, többek között azt is, hogy csupán az szóvivők nyilatkozhatnak a kialakult helyzetről, az alkalmazottakat pedig figyelmeztették arra, hogy ne osszák meg egyéni meglátásukat a közösségi oldalakon keresztül, sem pedig televíziós interjúkban a kialakult helyzetről.
Már az állami döntés előtti időszakban a vezérigazgatók döntését több kritika érte. 2011-ben a Canadian Association of University Teachers (Kanadai Egyetemi Tanárok Egyesülete) meghirdette a Save Library & Archives Canada kampányt. 2012. május 2-án a Canadian Library Association (Kanadai Könyvtárak Egyesülete) aggodalmát fejezte ki az állami támogatás csökkentésével kapcsolatban, mely nem csak a nemzeti könyvtárat érinti, hanem az ország több másik könyvtárát is. Május 31-én az Association of Canadian Archivists (Kanadai Levéltárosok Egyesülete) visszavonulását jelezte a Pan-Canadian Documentary Heritage Network programból. Ezen év augusztusában a Bibliographical Society of Canada (Kanada Könyvészeti Társasága) a parlament minden tagjának levelet küldött, melyben arra kérte őket, biztosítsák azt, hogy a támogatáscsökkentés nem lesz hatással a könyvtár jogszabályára. A szervezetek kritikája mellett sokan magánemberként vagy tudósként is megkérdőjelezték az új változatok célját és értelmét. Ennek következtében az akkori vezérigazgató lemondott, helyette 2014-ben új főlevéltárost és főkönyvtárost neveztek ki, ezen funkciókat Guy Berthiaume tölti be. A kulturális örökségekkel foglalkozó minisztériumi vezető szerint az új könyvtárvezető mandátuma alatt elsődleges cél lesz a tartalmak digitalizálása.

## Főkönyvtárosok és főlevéltárosok

### Főkönyvtárosok és főlevéltárosok
- Guy Berthiaume (2014)
- Daniel J. Caron (2009–2013)
- Ian E. Wilson (2004-2009)

### Főkönyvtárosok a Nemzeti Könyvtár és Nemzeti Levéltár egyesülésééig
- Roch Carrier (1999-2004)
- Marianne Scott (1984-1999)
- Guy Sylvestre (1968-1983)
- William Kaye Lamb (1953-1968)

### Főlevéltárosok a Nemzeti Könyvtár és Nemzeti Levéltár egyesülésééig
- Ian E. Wilson (1999-2004)
- Jean-Pierre Wallot (1985-1997)
- Wilfred I. Smith (1970-1984)
- William Kaye Lamb (1948-1968)
- Gustave Lanctot (1937-1948)
- Sir Arthur George Doughty (1904-1935)
- Douglas Brymner (1872-1902)

## Fordítás
- Ez a szócikk részben vagy egészben  a   Library and Archives Canada című angol Wikipédia-szócikk ezen változatának fordításán alapul.  Az eredeti cikk szerkesztőit annak laptörténete sorolja fel. Ez a jelzés csupán a megfogalmazás eredetét és a szerzői jogokat jelzi, nem szolgál a cikkben szereplő információk forrásmegjelöléseként.